# Тамни пролаз (филм)
Тамни пролаз (енгл. Dark Passage) је амерички филм из 1947. са Хамфријем Богартом, Лорен Бакол и Агнес Мурхед у главним улогама. Филм је базиран на роману Дејвида Гудиса, а режисер и сценариста је Делмер Дејвс. Ово је трећи филм по реду у коме су Бакол и Богарт играли заједно од укупно четири филма.

## Радња
Осуђени убица Винсент Пари (Богарт) побегне из затвора Сан Квентин, а склониште му пружа Ајрин Џенсен (Бакол), уметница која се занима за његов случај. Уз помоћ пријатељског таксисте, Сама (Том D'Андреа), Пари се подвргава пластичној операцији лица која ће му омогућити да се сакрије од власти и открије правог убицу своје жене. Почињу потешкоће у вези скривања код Ајрин, јер њу посећује Маџ Раф (Агнес Мурхед), пакосна жена због чијег је свједочења Винсент послат у затвор.

## Улоге
| Глумац        | Улога          |
| ------------- | -------------- |
| Хамфри Богарт | Винсент Пари   |
| Лорен Бакол   | Ајрин Џенсен   |
| Брус Бенет    | Боб            |
| Агнес Мурхед  | Маџ Раф        |
| Том Д'Андреа  | Сам            |
| Клифтон Јанг  | Бејкер         |
| Даглас Кенеди | детектив       |
| Рори Малинсон | Џорџ Фелсингер |